# Дзюба, Василий Васильевич
Васи́лий Васи́льевич Дзю́ба (15 июня 1924, Новодевица, Никольск-Уссурийский уезд, Приморская губерния, Российская империя — 30 июня 1985, Алма-Ата, Казахская ССР, СССР) — гвардии старшина, командир минометного взвода 2-й минометной роты 235-го гвардейского Ясского Краснознаменного стрелкового полка 81-й гвардейской стрелковой дивизии 24-го гвардейского стрелкового корпуса 7-й гвардейской армии 2-го Украинского фронта, полный кавалер Ордена Славы (1946).

## Биография
Родился в селе Новодевица ныне Хорольского района Приморского края в семье рабочего.
Окончил 7 классов в селе Красный Яр Хорольского района, до призыва работал слесарем на Алма-Атинском промкомбинате.
Призван в РККА Ворошиловским городским военкоматом Приморского края в 1942 году, на фронтах Великой Отечественной войны находился с июня 1943 года.
23 августа 1944 года во время боёв в Румынии гвардии старшина Дзюба, будучи командиром миномётного взвода 235-го гвардии стрелкового полка 81-й гвардейской стрелковой дивизия 7-й гвардейской армии 2-го Украинского фронта возле населённых пунктов Ротунда и Ашюдень в 10 км к северу от железнодорожной станции Ромон первым со своими подчинёнными преодолел реку Сирет и, закрепившись на западном берегу, подавил огонь трёх вражеских пулемётных точек, обеспечив успешное форсирование реки стрелковыми подразделениями. 10 сентября 1944 года награждён орденом Славы 3 степени.
19 сентября 1944 года с открытой огневой позиции накрыл со своими бойцами станковый пулемёт, 3 ротных миномёта и вывел из строя более 10 пехотинцев, что позволило стрелковым подразделениям овладеть населенным пунктом Хофт. 22 ноября 1944 года награждён орденом Славы 2 степени.
25 октября 1944 года в ходе Дебреценской, затем Будапештской операций, находясь в 20 км к северо-востоку от венгерского населённого пункта Сольнок в числе первых переправился со взводом через реку Тиса, закрепился на плацдарме и отразил 3 контратаки противника, уничтожив более 20 солдат противника.
12 декабря 1944 года под городом Балошадьрмат в 58 км к северо-востоку от Будапешта с открытой огневой позиции отразил контратаку противника, выведя из строя свыше 10 вражеских солдат и 3 пулемёта. Указом Президиума Верховного Совета СССР от 28 апреля 1945 года награждён орденом Славы 1 степени.
В 1945 году был демобилизован. После демобилизации жил в Алма-Ате, работал слесарем в объединении «Зергер».
Умер 30 июня 1985 года.